# Harriet Schneider French
Harriet Schneider French (ur. 1824 w Filadelfii, zm. 5 września 1906 tamże) – amerykańska lekarka i aktywistka Ruchu na rzecz Wstrzemięźliwości oraz jedna z pionierek medycyny w Filadelfii; jedną z pierwszych kobiet Stanach Zjednoczonych, która uzyskała dyplom lekarski. W chwili śmierci była najstarszą kobietą lekarką w USA.

## Wczesne życie i wykształcenie
French urodziła się w 1824 w Filadelfii w rodzinie Schneiderów, której przedstawiciele przez wiele pokoleń pełnili ważną funkcję w świątyni masońskiej w Filadelfii oraz w Allentown.
Kształciła się w publicznych szkołach w Filadelfii. Źródła podają rozbieżne informacje na temat jej medycznego wykształcenia. Nekrolog French w „The Allentown Leader” podaje, że była drugą kobietą, która uzyskała stopień naukowy w zakresie medycyny w college'u Hahnemann. French miała uczęszczać do college'u obecnie znanego jako Uniwersytet Drexela. Uczelnia wskazuje, że French uzyskała dyplom lekarski w 1864 roku, ale nie podano nazwy instytucji nadającej tytuł. Wiadomo tylko, że stało się to w Pensylwanii. Natomiast „The Woman's Medical Journal” wskazuje, że French otrzymała stopień naukowy na Uniwersytecie Pensylwanii.

## Kariera
French zaczynała karierę jako nauczycielka w publicznej szkole.
Po ukończeniu studiów medycznych najpierw specjalizowała się w medycynie alopatycznej, później zajęła się homeopatią.
W 1874, podczas pierwszego kongresu na temat wstrzemięźliwości kobiet, French mówiła o szkodliwości alkoholu dla zdrowia. Była prezydentką Kobiecego Homeopatycznego Stowarzyszenia w Pittsburghu, a przez następne 50 lat prezydentką oddziału filadelfijskiego Kobiecej Chrześcijańskiej Unii Wstrzemięźliwości. W 1871 została przyjęta do Amerykańskiego Instytutu Homeopatii. Dodatkowo zważając na jej działania na rzecz zwalczania powszechności alkoholu, rozpoczęła zachęcanie ludzi do zaprzestania palenia papierosów.
Około roku 1900, gdy przechodziła przez ulicę w okolicach swojego domu, została potrącona przez rowerzystę i doznała wielu poważnych obrażeń. Rok później problemy z sercem pogorszyły jej stan fizyczny. French zmarła 5 września 1906 w swoim domu na skutek krwotoku śródmózgowego. Miała 83 lata.